# Kaufmann-Will-Kreis
Der Kaufmann-Will-Kreis war eine gegen den Krieg und die Diktatur Adolf Hitlers gerichtete bürgerliche Gruppe in Gießen mit widerständigem Verhalten in Form systematischen Hörens von „Feindsendern“, oppositionellen Diskussionen und Boykott von NS-Sammlungen.
Im Gegensatz zu anderen Widerstandsgruppen initiierte der Kaufmann-Will-Kreis keine politischen Aktionen nach außen, wurde aber dadurch bekannt, dass der Prozess gegen den Kreis vor dem Volksgerichtshof 1942 als Exempel zur Einschüchterung opponierender konservativer Bürger genutzt wurde und als neue Stufe des NS-Terrors nach innen gilt. Nach den zwei Mitgliedern, die zum Tod verurteilt wurden, ist der Kreis benannt: Alfred Kaufmann und Heinrich Will. Da eigentlich nur Kaufmann der Kopf und Initiator der Gruppe war, bezeichnen einige Historiker sie auch als „Kaufmann-Kreis“. So hieß er bis 1987 in Dokumenten und Zeitungsberichten. Erst dann wurde er in den Mitteilungen des Oberhessischen Geschichtsvereins Gießen in „Kaufmann-Will-Kreis“ umbenannt, um den Kunstmaler in den Mittelpunkt der Gruppe zu rücken.

## Entstehung
Ab 1896 hatte der Pfarrer Alfred Kaufmann den späteren „Führerstellvertreter“ Rudolf Heß, zu dessen Familie er auch gute Kontakte hatte, als Lehrer, Pfarrer und Schulrektor der Deutschen Schule in Alexandria unterrichtet. Ab 1933 wies er auf diesen Umstand regelmäßig bei seinen vielen Vorträgen in verschiedenen Teilen des Deutschen Reiches hin, auch bei Ankündigungen seiner Vorträge wurde damit Reklame gemacht. Im Herbst 1933 und im April 1934 besuchte er seinen ehemaligen Schüler Heß in München und korrespondierte mit ihm von 1930 bis 1938.
Der seit 1929 in Gießen wohnende Orientalist und Theologe Alfred Kaufmann, zunächst ein Anhänger einer national-konservativen Richtung (1919–1929 Deutschnationale Volkspartei), geriet ab 1937 aufgrund seiner Vortragsreisen und seiner Verweigerung des Hitlergrußes unter zunehmende Beobachtung durch die NS-Stellen. Schließlich wurden die Vereine, die Kaufmann zu Vorträgen einluden, unter Beobachtung gestellt und ihm 1938 eine Reise zum Orientalisten-Kongress in Brüssel untersagt.
Kaufmann unterhielt vielfältige Kontakte auch in das europäische und arabische Ausland und so hörte er auch vor dem Kriegsausbruch so genannte „Feindsender“, um sich unabhängig zu informieren. Innerhalb des vorwiegend provinziellen Bürgertums Gießens war Kaufmann eher isoliert.
Sein ungewöhnliches Charisma führte ihn jedoch zu vielfältigen Kontakten zu ebenfalls von der Repression des NS-Regimes Betroffenen, die sich schließlich zu ungezwungenen Diskussionsrunden in seiner Wohnung trafen. Diese Kontakte fand er zuerst im Kreise seiner Bundesbrüder vom Gießener Wingolf, einer christlichen und nicht-schlagenden Studentenverbindung; unter ihnen waren die Pfarrer Ernst Steiner und Adolf Kalbhenn. Zum sog. „Freitagskränzchen“ fanden sich seit Kriegsbeginn noch ein: der Kunstmaler Heinrich Will und seine Frau Elisabeth, Steiners Ehefrau Helene, die Lehrerinnen Emilie S. und Antonie Baur, die Filialleiterin Stefanie H., die Ehefrau des erkrankten Universitätsprofessors Falckenberg, Frau Hildegard Falckenberg, Dr. med. Werner Schmidt, Kaplan Hans Werner Strasser, Prof. Walther Klüpfel, Auguste Scharmann und die Medizinstudentin Renate Roese.
Die Treffen waren etwa ab 1940 lose organisiert, einige Teilnehmer nahmen regelmäßig teil, andere nur einmal oder gelegentlich. Meist wurden ausländische Rundfunksender gehört, Filme von Kaufmanns Orient-Reisen vorgeführt und über das Verhängnis des Krieges und die Dümmlichkeit der NS-Prominenz diskutiert. Während des Krieges wurde auch ein Boykott der Sammlungen des propagandistischen NS-Winterhilfswerk beschlossen.

## Denunziation und Schauprozess
Durch das Verbot der Wingolfsverbindungen ab 1935 und die Auflösung des Wingolfsbundes 1936 wurde das Wingolfshaus in Gießen zum zentralen Bundesarchiv aller aufgelösten Verbindungen. Daher zog auch der Bundesarchivar Imgart mit seiner Ehefrau Dagmar Imgart 1936 aus Halberstadt nach Gießen. Dagmar Imgart war schwedische Staatsbürgerin und überzeugte Anhängerin des NS-Regimes. Sie arbeitete gegen Bezahlung und aus Überzeugung als Agentin V140 (Deckname „Babs“) für die Gestapo-Abteilung 4B (Kirchliche Beobachtung). Sie drängte sich dem Kreis um Alfred Kaufmann als agent provocateur auf, um den Gestapo-Stellen möglichst verwertbare Informationen liefern zu können. Eine Verhaftung des Kreises wurde durch diese auf den 6. Februar 1942 festgelegt und die Agentin versuchte für diesen Abend unter fingiertem Vorwand möglichst alle Mitglieder zur Teilnahme am Kreis zu bewegen.
Am Abend des 6. und am Morgen des 7. Februars wurden Alfred Kaufmann, Heinrich Will, Elisabeth Will, Ernst Steiner, Emilie S., Stefanie H., Hildegard Falckenberg und Renate Roese verhaftet; weitere Teilnehmer, darunter auch die zum Schein mitverhaftete Agentin, wurden zunächst wieder auf freien Fuß gesetzt. Es folgten brutale Gestapo-Verhöre und die Erzwingung von Aussagen durch falsche Geständnisse. Die Gefangenen wurden nach Darmstadt abtransportiert. Pfarrer Ernst Steiner wurde im dortigen Gestapo-Gefängnis zu Tode geprügelt; dies wurde offiziell als Selbstmord von der Gestapo kolportiert.
Nach einem Schauprozess am 20./21. Juli 1942 vor dem extra nach Darmstadt angereisten 2. Senat des Volksgerichtshofs wurden Alfred Kaufmann und Heinrich Will zum Tode, weitere Frauen aus dem Kreis (darunter auch Elisabeth Will) zu mehrjährigen Zuchthausstrafen verurteilt. Dieser Prozess mit seiner erstmaligen Anwendung der Höchststrafe gemäß der Verordnung über außerordentliche Rundfunkmaßnahmen vom 1. September 1939, wurde propagandistisch weit bekanntgemacht. Manchen Historikern (u. a. Jörg Friedrich) gilt dieser Schauprozess als besonderer Wendepunkt in der Verschärfung des NS-Terrors nach innen.
Trotz mehrfacher Gnadengesuche wurde Heinrich Will am Abend des 19. Februar 1943 in der Strafanstalt Frankfurt-Preungesheim durch das Fallbeil hingerichtet. Am folgenden Tag plakatierte man auf Anordnung des Volksgerichtshofes die Hinrichtung in ganz Gießen und Umgebung; am 21. Februar wurden aus Anlass der Hinrichtung Wills Betriebsfeiern, Schulfeiern und ein freier Schultag verfügt. Elisabeth Will war schon am 7. Dezember 1942 aus dem Frauen-Zuchthaus Ziegenhain als Jüdin „nach Auschwitz entlassen“ worden (Brief des Zuchthaus-Vorstandes) und wurde dort ermordet.
Mehrere Gnadengesuche wurden auch für Alfred Kaufmann gestellt. Dieser wurde schließlich zu lebenslangem Zuchthaus „begnadigt“ und in das Zuchthaus Butzbach überstellt, wo ihn (nach menschenunwürdigen Haftbedingungen) am 1. April 1945 amerikanische Truppen befreiten. Er starb 1946 als gebrochener Mann im Alter von 78 Jahren an den Folgen der Haft.

## Juristische Aufarbeitung nach 1945
Die Gestapoagentin Dagmar Imgart wurde (auch wegen der Denunziation des hingerichteten Paters Max Josef Metzger) durch mehrere Instanzen von Spruchkammern und Gerichten in letzter Instanz zu 1 Jahr und 3 Monaten Freiheitsstrafe (abzüglich 8 Monate Untersuchungshaft) wegen Beihilfe zur Freiheitsberaubung verurteilt und trat 1957 eine sechsmonatige Haft an. Sie lebte ab 1960 in Bensheim und starb 1980 in Seeheim-Jugenheim.

## Historikerkontroverse und Beurteilung
Die Aufarbeitung und historische Bewertung des Kaufmann-Will-Kreises wird in den letzten 20 Jahren in Gießen kontrovers diskutiert. Dies hat überwiegend die Ursache, dass die Veröffentlichungen darüber ausnahmslos nicht von professionellen Historikern, sondern von Geschichtslehrern, Soziologen oder dem Magistrat der Stadt erfolgten. Jede Gruppe versucht über den Kaufmann-Will-Kreis jeweils eigene, oftmals weit auseinanderliegende Interessen und Sichtweisen zu verfolgen.
Entweder bestehen Verwandtschaftsverhältnisse zu Teilnehmern am Prozess vor dem Volksgerichtshof (man hätte gerne eine Stilisierung zu einer Widerstandsgruppe im engeren Sinne), oder die Tatsache widerständigen Verhaltens wird auf der Grundlage der erpressten Gestapo-Protokolle gänzlich negiert, da man ein oppositionelles Verhalten aus dem Kreis des national-konservativen Bürgertums ganz prinzipiell ablehnen möchte.
Eine Beurteilung und Dokumentation des Kaufmann-Will-Kreises von einem nicht in Gießener Interessengruppen verhafteten Historiker wäre dringend nötig und lohnend. Insbesondere ist der Kreis ein Beispiel dafür, wie im Prozess der NS-Diktatur die Unterdrückung und Verfolgung (besonders während des Krieges) sukzessive auch auf das konservative Bürgertum übergriff und wie sich Menschen in einer Diktatur auch eine innere Opposition und Unabhängigkeit bewahren können, um ihre Menschenwürde gegen Propaganda und Terror zu schützen.

## Mitgliederliste des Kaufmann-Will-Kreises
Diese Tabelle erhebt keinen Anspruch auf Vollständigkeit.
| Name                    | REF   | Gruppe              | Geburtsort     | Geburtsjahr | Sterbejahr | Sterbeort       | Beruf                          | Anmerkungen, Bemerkungen, Sterbeursache | Untergruppe |
| ----------------------- | ----- | ------------------- | -------------- | ----------- | ---------- | --------------- | ------------------------------ | --------------------------------------- | ----------- |
| Antonie Baur            |       | Kaufmann-Will-Kreis |                |             |            |                 | Lehrerin                       |                                         |             |
| Meta Bote               |       | Kaufmann-Will-Kreis |                |             |            |                 |                                |                                         |             |
| Hildegard Falckenberg   |       | Kaufmann-Will-Kreis |                |             |            |                 |                                | kurz nach der Haftentlassung            |             |
| Stefanie Hawriskow      |       | Kaufmann-Will-Kreis |                |             |            |                 | Filialleiterin                 |                                         |             |
| Adolf Kalbhenn          |       | Kaufmann-Will-Kreis | Petterweil     | 1868        | 1953       | Nieder-Ramstadt | Pfarrer                        |                                         |             |
| Alfred Kaufmann         |       | Kaufmann-Will-Kreis | Kälbertshausen | 1868        | 1946       | Heilbronn       | Orientalist, Theologe, Pfarrer | Folgen der Haft                         |             |
| Prof. Walther Klüpfel   |       | Kaufmann-Will-Kreis | Heidelberg     | 1888        | 1964       |                 | Geologe                        | (2. Weltkrieg überlebt)                 |             |
| Renate Roese            |       | Kaufmann-Will-Kreis |                |             |            |                 | Medizinstudentin               |                                         |             |
| Emilie Schmidt          |       | Kaufmann-Will-Kreis |                |             |            |                 | Lehrerin                       |                                         |             |
| Auguste Scharmann       |       | Kaufmann-Will-Kreis |                |             |            |                 |                                |                                         |             |
| Dr. med. Werner Schmidt |       | Kaufmann-Will-Kreis |                |             |            |                 | Arzt                           |                                         |             |
| Ernst Steiner           |       | Kaufmann-Will-Kreis | Zeitlofs       | 1885        | 1942       | Darmstadt       | Pfarrer                        | Tod nach Folter                         |             |
| Helene Steiner          |       | Kaufmann-Will-Kreis |                |             |            |                 |                                |                                         |             |
| Hans Werner Strasser    |       | Kaufmann-Will-Kreis |                |             |            |                 | Kaplan                         |                                         |             |
| Elisabeth Will          | [ 1 ] | Kaufmann-Will-Kreis |                | 1901        |            | KZ Auschwitz    | Germanistin, Hausfrau          |                                         |             |
| Heinrich Will           | [ 1 ] | Kaufmann-Will-Kreis | Treis/Lumda    | 1895        | 1943       | Frankfurt       | Kunstmaler                     | Im Gefängnis Preungesheim hingerichtet  |             |